# Johann Nepomuk Muxel
Johann Nepomuk Muxel (* 20. April 1790 in München; † 17. Mai 1870 in Landshut) war ein deutscher Lithograph und Radierer.

## Leben
Johann Nepomuk Muxel wurde zunächst von seinem Vater, dem Bildhauer Franz Joseph Muxel,  ausgebildet; auch sein Bruder Joseph Anton Muxel wurde Maler. 1805 nahm er Unterricht bei Johann Christian von Mannlich, später lernte er an der Akademie der Bildenden Künste in München (1809 unterwiesen durch Johann Peter von Langer). Muxel war befreundet mit dem Maler Ludwig Emil Grimm, der sich von 1810 bis 1814 mit Unterbrechungen in München aufhielt und zeitweise bei der Familie Franz Joseph Muxel wohnte. Vermutlich war Muxel über Grimm mit dem Schriftsteller Clemens Brentano und dessen Schwester Bettina von Arnim bekannt. 

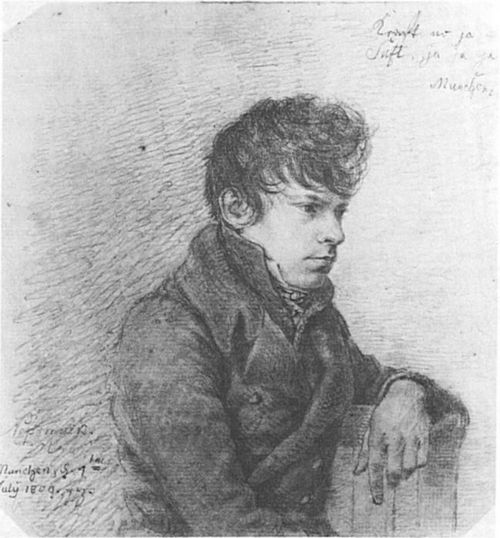
Johann Nepomuk Muxel, Porträt durch Ludwig Emil Grimm 1809, Staatliche Grafische Sammlung, München

Muxel gab in adeligen Familien Unterricht im Zeichnen und wurde 1815 Zeichenlehrer in der Familie von Eugène de Beauharnais, dem Herzog von Leuchtenberg. Etwa um diese Zeit entstanden aus Muxels Hand Radierungen von Schauspielern, auch als Illustrationen im Münchener Theaterjournal (1814–1816). Seit 1824 war Muxel Inspektor der herzoglichen Leuchtenbergischen Gemäldegalerie, deren Bilder er in meist von ihm selbst radierten und gestochenen Umrissen herausgab.
Muxel wohnte 1834 in der Weinstraße 16 in München (nächst dem heutigen Rathaus), verzog später nach Landshut (Altstadt 87).

## Erinnerung
Die Muxelstraße⊙ in Solln (München) ist nach Johann Nepomuk Muxel benannt.

## Werke
- Verzeichnis der Bildergalerie Seiner Königlichen Hoheit des Prinzen Eugen, Herzogs von Leuchtenberg in München, München, mehrere Verlage und Ausgaben zwischen 1825 und 1850
- Catalogue des tableaux de la galerie de feu son Altesse Royale Monseigneur Le Prince Eugene Duc de Leuchtenberg, München,  mehrere Verlage und Ausgaben zwischen 1825 und 1850
- Gemälde Sammlung in München. Seiner königl. Hoheit des Dom Augusto Herzogs von Leuchtenberg und Santa Cruz Fürsten von Eichstädt etc., München 1837 und 1842  (online).
- Galerie des tableaux du Prince de Leuchtenberg, München 1841
- Verzeichnis der einzelnen Blätter der herzoglich Leuchtenberg'schen Galerie in München in lithographirten Copien, München 1845
- Galerie Leuchtenberg. Gemälde-Sammlung Seiner Kaiserl. Hoheit des Herzogs von Leuchtenberg in München, 2. Ausgabe (mit umgearb. Text v. J. D. Passavant), Frankfurt a. M. 1851 (online).
- The Leuchtenberg Gallery. A Collection of Pictures Forming the Celebrated Gallery of His Imperial Highness the Duke of Leuchtenberg, at Munich; with Biographical and Critical Notices by J. D. Passavant, Frankfurt a. M. 1852